# Ершово (Московская область)

Ершо́во — село в составе Одинцовского городского округа Московской области России.
Расположено в 50 км от Москвы и в 3 км к северу от Звенигорода.

## История
Первое летописное упоминание Ершова относится к 1454 году, когда великий московский князь Василий Васильевич Темный отдал своему союзнику князю Василию Ярославичу целиком Звенигородский удел, «опрочь Ершовского села», которое великий князь обменял вдове князя Андрея Ивановича и её сыну Дмитрию. На протяжении последующих полутора веков Ершово упоминается в источниках как дворцовое село удельных князей, а затем царей. В начале XVII века оно было пожаловано в вотчину «за московское осадное сидение в королевичев поход» Ивану Андреевичу Лехову.
В 1624 году Ершово купил боярин Михаил Михайлович Салтыков. Ершово принадлежало: в 1662 году — Петру Михайловичу Салтыкову; в 1691 году — Василию и Алексею Фёдоровичам Салтыковым. В 1702 году между ними был произведён раздел и Ершово досталось Алексею.
В феврале 1712 года село было продано Василию Фёдоровичу Салтыкову. По наследству Ершово досталось его третьему сыну Сергею Васильевичу Салтыкову, при котором в селе вместо обветшавшей была выстроена новая деревянная церковь, простоявшая до 1829 года.
В 1764 году Ершово было дано в качестве приданого за Марией Васильевной, вышедшей замуж за Адама Васильевича Олсуфьева, действительного тайного советника, статс-секретаря Екатерины II. Усадьба принадлежала Олсуфьевым до 1917 года.
В конце XIX века село относилось к Звенигородскому уезду Московской губернии. В 1901 году в селе был 71 двор и 431 житель. Основной заработок крестьянам приносили промыслы. В Ершове изготовляли санки, топорища, колёса, купеческие тележки, которые в большом количестве продавали в Москве и на ярмарках.
В 1924 году село электрифицируется. В 1929 году возникает сельхозартель им. Буденного. По переписи 1926 года в селе имелись 104 хозяйства и 552 жителя, школа первой ступени, агропункт и сельсовет. В 1928 году в усадьбе был создан дом отдыха. В годы Великой Отечественной войны Ершово оказалось на линии фронта. Немцы, захватив село на очень короткое время, сожгли его (из 106 домов осталось всего 11). Приказ о сожжении села подписал командир 78-й пехотной дивизии генерал-майор Пауль Фёлькерс. 
После войны село заново отстроено. Здание усадьбы восстановлено (с переделками). С января 1952 года вновь открылся дом отдыха «Ершово» для работников МинСредМаша (атомная энергетика и промышленность).
В 1994—2006 годах Ершово — центр Ершовского сельского округа.
В 2005—2019 годах Ершово являлось административным центром сельского поселения Ершовское.

## Население
| 2002 | 2006  | 2010  | 2021  |
| ---- | ----- | ----- | ----- |
| 2412 | →2412 | ↘2366 | ↗3323 |

## Усадьба Олсуфьевых
При первом графе Олсуфьеве усадьба переживает расцвет — в середине 20-х годов XIX века он приступает к перестройке усадьбы, которая продолжалась до 1837 года.
После смерти В. Д. Олсуфьева, в феврале 1858 года имение перешло к его сыну графу Алексею Васильевичу Олсуфьеву, который владел им вплоть до начала XX века. В настоящее время усадебный комплекс включает следующие объекты:
- Господский дом
- Флигель
- Парковый павильон
- Парк
- Два пруда
- Пять  мостов через пруд

## Усадебная церковь
Ершовский храм Живоначальной Троицы был заложен в 1826 году. Автор проекта — мастер московского ампира А. Г. Григорьев, ученик И. Д. Жилярди, выходец из крепостных крестьян. По церкви село получило и второе название — Троицкое.
11 декабря 1941 года церковь была взорвана отступающими немецкими войсками. 6 января 1942 года была выпущена нота народного комиссара иностранных дел В. М. Молотова, в которой, в частности, говорилось: «В ныне освобожденной нашими войсками деревне Ершово Звенигородского района Московской области немцы при оставлении деревни загнали в церковь около 100 мирных жителей и раненых красноармейцев, заперли их, после чего церковь взорвали». После войны на месте храма был воздвигнут памятник погибшим советским воинам.
В 1995 году по благословению патриарха Алексия II началось строительство нового храма на месте взорванного по сохранившимся чертежам А. Г. Григорьева. 11 ноября 1999 года храм был освящен патриархом.

## Скульптура и памятники
- мемориал «Слава российскому солдату» (на центральной площади в Ершове);
- бюст Виктору Васильевичу Бабурину (на центральной площади в Ершове);
- бюст Василия Васильевича Фабричнова (у входа в Ершовскую среднюю школу).
- памятник старцу Симеону (у храма Живоначальной Троицы);
- мемориал воинам погибшим в Великой Отечественной войне (у храма Живоначальной Троицы);
- братская могила воинов погибших в Великой Отечественной войне (в посёлке дома отдыха Ершово);
- скульптурная композиция «Лоси» (в усадьбе Ершово).